# Energia do grafo
Os primeiros estudos sobre a energia de grafos se deram no inicio dos anos 30, tendo origem em pesquisas sobre química quântica . Nestes trabalhos, grafos foram utilizados para representar moléculas de hidrocarbonetos, com o propósito de determinar os níveis energéticos de alguns elétrons. Estas informações eram obtidas através da soma dos módulos dos autovalores do grafo associado a molécula em questão. Contudo, a energia de um grafo foi definida pela primeira vez  apenas em 1978 por Ivan Gutman.

## Definição
Em teoria espectral de grafos, a energia de um grafo é um parâmetro definido como a soma dos valores absolutos dos autovalores da sua matriz de adjacência. Mais precisamente, sejam  {\displaystyle \lambda _{1}\geq \lambda _{2}\geq \ldots \geq \lambda _{n}} todos os autovalores da matriz de adjacência do grafo {\displaystyle G}. Assim, sua energia é definida como:
{\displaystyle E(G)=\sum _{i=1}^{n}|\lambda _{i}|,}

## Energia de uma matriz
Nikiforov estendeu o conceito de energia de um grafo para matrizes reais. Considere {\displaystyle M}a matriz real (não necessariamente quadrada), sua energia é definida como a soma dos seus valores singulares. Vamos recordar que um valor singular da matriz {\displaystyle M}, é a raiz quadrada de um dos autovalores da matriz {\displaystyle MM^{T}}.  Mais precisamente, sejam {\displaystyle \sigma _{1}\geq \sigma _{2}\geq \cdots \geq \sigma _{n}} todos os valores de singulares de {\displaystyle M}, assim a sua energia é definida por: 
{\displaystyle E(M)=\sum _{i=1}^{n}\sigma _{i}}
Nestas condições, vale destacar que a energia de um grafo {\displaystyle G}, é igual a energia da sua matriz de adjacência.

## Outras energias
Além da energia usual de um grafo {\displaystyle G}, atualmente pesquisadores tem estudado energias associadas a outras matrizes relacionadas com um grafo. 
Seja {\displaystyle G} um grafo com {\displaystyle n} vértices e {\displaystyle m} arestas e {\displaystyle I} é a matriz identidade . Assim definimos:
A energia Laplaciana, definida como {\displaystyle LE(G)=E\left(L(G)-{\frac {2m}{n}}I\right)}, onde {\displaystyle L(G)} é matriz Laplaciana do grafo {\displaystyle G}.
A energia Laplaciana sem sinal, definida como {\displaystyle QE(G)=E\left(Q(G)-{\frac {2m}{n}}I\right)}, onde {\displaystyle Q(G)} é matriz Laplaciana sem sinal do grafo {\displaystyle G}.
A energia de incidência, definida como {\displaystyle BE(G)=E(B(G))}, onde {\displaystyle B(G)} é matriz de incidência do grafo {\displaystyle G}.  